# 이유청 묘
이유청 묘는 경기도 고양시 덕양구 도내동에 있다. 2009년 8월 31일 고양시의 향토문화재 제54호로 지정되었다.

## 개요
조선조 전기의 인물인 이유청의 묘소이다. 묘소앞에 신도비와 문인석 상석 등 원형이 잘 남아 있다.